# Bajo Sueños
 (juillet 2024).
Bajo Sueños est un groupe équatorien de heavy metal et rock, originaire de Cuenca.

## Histoire
Inspirés par des groupes tels que Rata Blanca, Héroes del Silencio, Ángeles del Infierno, Iron Maiden et Scorpions, Mauricio Calle, Diego Larriva, Christian Flores et Xavier Solís, camarades de classe de l'école Hermano Miguel de Cuenca, capitale de la province d'Azuay, forment le groupe Bajo Sueños avec l'intention de jouer du heavy metal de style classique et des power ballads. Leurs débuts officiels sur scène ont lieu en 1994, lors d'un festival dans la ville de Baños, Tungurahua.
En 1996, Bajo Sueños est inclus dans la compilation locale Rock nativo, avec les groupes Sobrepeso, Ática et Arkana. En 1999, ils sortent leur premier album, Nada de amor, avec des chansons comme Dama imaginaria, Como olvidarte et Nada de amor, qui connaît un grand succès national et les emmène à Cuenca, Quito, Guayaquil, Ambato, Loja et dans d'autres villes.
En 2001, ils sortent leur deuxième album, Estoy vivo, dont ils promeuvent les titres Otoño et Déjame vivir. En 2005, El silencio terminó suit, et en 2011, Tiempo, débutant la même année au Quito Fest aux côtés de l'emblématique groupe nord-américain Testament. Entre 2004 et 2011, le groupe donne également des concerts dans plusieurs villes des États-Unis.
Après une période d'incertitude sur la continuité du groupe et le départ du batteur Christian Flores, du bassiste Fernando Ordóñez et du guitariste Xavier Solís, le chanteur et guitariste Mauricio Calle annonce en 2015 que Bajo Sueños entame une nouvelle étape. Avec le nouveau line-up formé par Hernán Montalvo à la guitare, José Quinteros à la batterie et Marco López à la basse, Bajo Sueños publie en 2016 Fuerza infinita, leur sixième album studio.
Le 8 août 2017, le groupe participe à l'ensemble Rock Sinfónico avec l'Orquesta Sinfónica Nacional del Ecuador, au Centro Cultural Itchimbía de Quito. En 2018, le groupe entame la tournée Nada de amor : 20 aniversario, rééditant la chanson qu'ils ont enregistrée pour leur premier album éponyme en 1998, avec des représentations à Cuenca, Quito, Riobamba, Gualaquiza, Pasto (Colombie) et dans d'autres lieux.
En 2020, ils sortent leur septième album Entre el cielo y la tierra, lancé par un concert en ligne. En 2021, ils rééditent leur premier album Nada de amor, suivi de la compilation Baladas Doradas en 2022, qui marque le début de leur tournée Rock Tours 2023 dans la ville de Cañar lors d'un événement organisé par un club de motards appelé Sangres MC, et la tournée se poursuit dans tout le pays en visitant la plupart des villes de l'Équateur. 

## Discographie
- 1996 : Rock Nativo
- 1999 : Nada de Amor
- 2002 : Estoy vivo
- 2004 : El silencio terminó
- 2011 : Tiempo
- 2016 : Fuerza infinita
- 2020 : Entre el cielo y la tierra
- 2022 : Baladas Doradas